# 이세치촌
이세치촌(伊勢地村)은 미에현 이치시군에 있던 촌이다. 현재의 쓰시에 해당한다.

## 역사
- 1889년 4월 1일 - 정촌제 시행에 의해 이치시군 이세치촌이 성립하였다.
- 1955년 3월 15일 - 야치촌, 다로오촌, 다케하라촌, 야와타촌, 다게촌과 합병해 미즈기촌이 성립하여, 동일 이세치촌은 폐지되었다.

## 교통

### 도로
- 이세본가도 (현 국도 제368호선)

## 참고문헌
- 角川日本地名大辞典 24 三重県